# Ingegerd Birgersdotter
Ingegerd (nebo Ingegärd) Birgersdotter (asi 1180 – 7. duben po r. 1210, zřejmě 1230) byla švédská královna, druhá manželka Sverkera II.

## Život
Ingegerd se narodila jako dcera mocného švédského jarla Birgera Brosy z rodu Folkungů. Její matkou byla Brigida Haraldsdotter, dcera norského krále Haralda Gilleho (Haralda IV.), která byla díky předchozímu manželství krátce švédskou královnou v letech 1160–1161.
V roce 1200 se po smrti jeho první ženy vdala za krále Sverkera II. Ingegerd hrála důležitou roli v manželově politice. Po smrti jejího otce v roce 1202 prohlásili Sverker a Ingegerd svého syna Jana dědicem Folkungů. V roce 1204 propukl mezi jejím manželem a jejím rodem konflikt. Vztahy mezi Sverkerem II. a Folkungy se ještě zhoršili v roce 1205 po bitvě u Älgaråsu, ve které zemřeli tři ze synů Knuta I. Ingegerd se neúspěšně snažila svůj rod a krále usmířit.
Roku 1208 se poslední ze synů Knut I. Erik vrátil do Švédska a s norskou pomocí zvítězil nad Sverkerovou armádou (armádě velel Ebbe Suneson) v bitvě u Leny a vykázal Sverkera do exilu. Začal vládnout jako Erik X. Sverker své útočiště nalezl v Dánsku. V roce 1210 se s dánskou pomocí pokusil získat trůn zpět, ale padl v bitvě u Gestilrenu.
Pozdější život královny Ingegerd není známý, ani datum její smrti. V roce 1216 se její syn Jan stal švédským králem. Odhaduje se, že Ingegerd strávila zbytek života u svého bratra Magnuse, ve Skåne nebo v Dánsku. Jako datum její smrti se odhaduje rok 1230.